# Tomasz Kłosowski

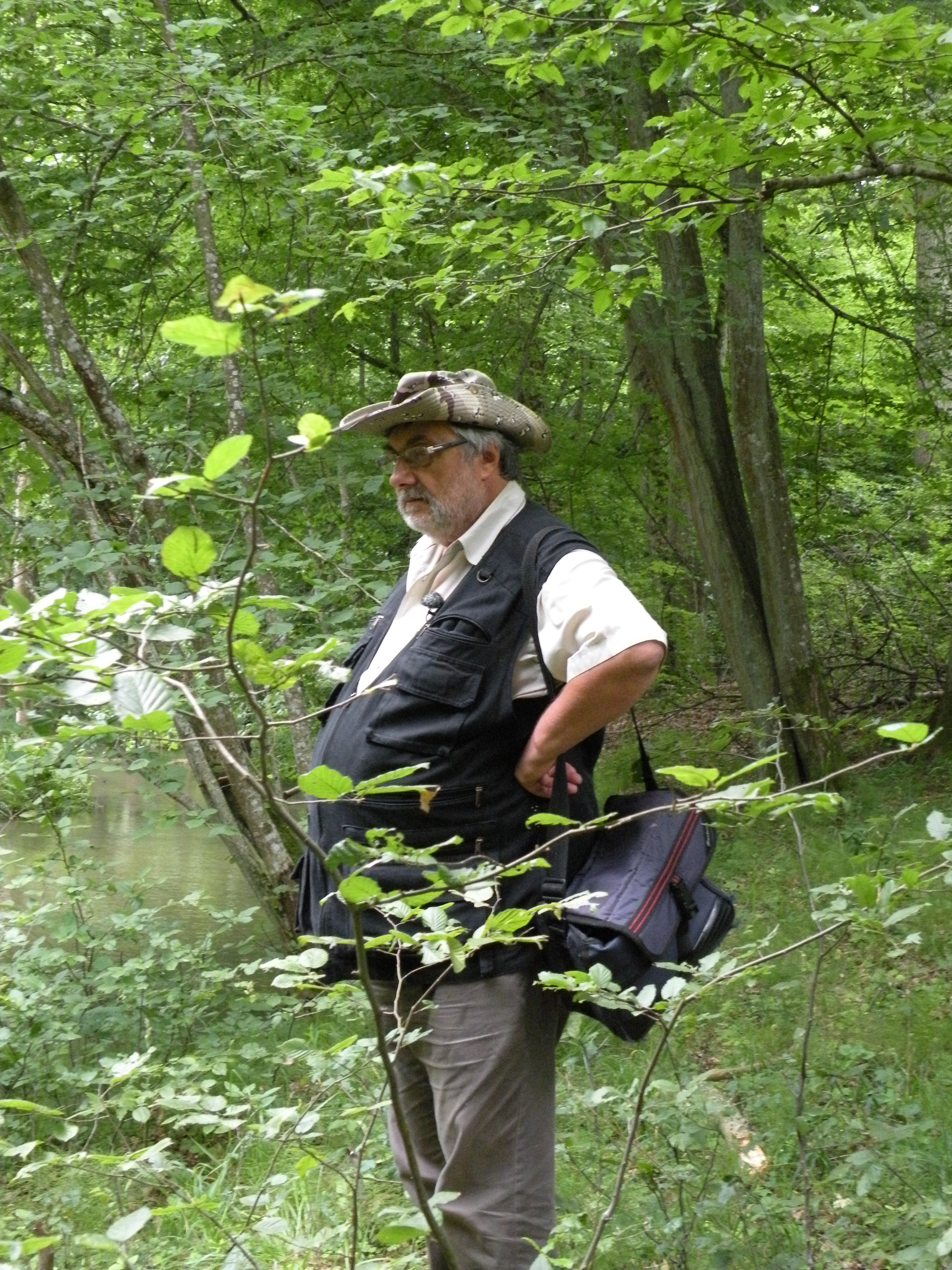
Tomasz Kłosowski podczas zdjęć do serii Dzika Polska w 2013

Tomasz Kłosowski (ur. 1949) − polski fotograf i dziennikarz, autor filmów przyrodniczych, podróżnik.
Jest bratem malarza i fotografa Grzegorza Kłosowskiego, z którym wspólnie wydają albumy fotograficzne z własnymi zdjęciami przyrody polskiej oraz Stanisława Kłosowskiego – biologa. Tomasz Kłosowski jest współautorem cyklu przyrodniczego Dzika Polska i Tańczący z naturą realizowanego dla Telewizji Polskiej.
W 2022 wraz z braćmi obchodził 50-lecie wspólnej twórczej pracy. Z tej okazji Biebrzański Park Narodowy w ramach 76. Wszechnicy Biebrzańskiej, 26 i 27 marca 2022 zorganizował poświęcony im benefis 50-lecie pracy braci Kłosowskich.

## Albumy fotograficzne (wraz z Grzegorzem Kłosowskim)
- 1991 Ptaki biebrzańskich bagien, wspólnie z Grzegorzem i Stanisławem, Warszawa ISBN 83-00-03405-6
- 1994 Biebrza: kraina moczarów, Warszawa ISBN 83-85496-23-8
- 1998 Bocian − polski ptak, Olsztyn ISBN 83-86565-65-9
- 1999 Polska - cuda natury, Warszawa ISBN 83-7073-247-X
- 2003 Biebrza − ptasi raj, Warszawa ISBN 83-7073-380-8
- 2003 Podlasie − kresowa kraina, Białystok
- 2004 Polska − Tatry, Kraków ISBN 83-89550-07-5 (teksty Zbigniew Mirek, Roman Marcinek)
- 2005 Polska − portret przyrody, Warszawa ISBN 83-7073-381-6
- 2007 Biebrza − sześć pór roku, Warszawa ISBN 978-83-7073-495-4
- 2009 Fotografujemy ptaki, Warszawa ISBN 978-83-7073-503-6
- 2009 Przyroda Polski − cztery pory roku, Warszawa ISBN 978-83-7073-777-1
- 2010 Co w dziczy kwiczy: 35 niezwykłych opowieści o polskich zwierzętach, Warszawa ISBN 978-83-7073-862-4
- 2010 Cztery oblicza polskiej przyrody, Warszawa ISBN 978-83-7073-971-3
- 2011 Poradnik leśnej fotografii, Warszawa ISBN 978-83-61633-38-9

## Filmografia
- Kłosowscy – film dokumentalny, realizacja i zdjęcia: Roman Wasiluk, East Film 2019
- Tańczący z naturą – cykl filmów dokumentalnych, scenariusz i reżyseria: Dorota Adamkiewicz, Studio Design 20015–2016[5]
- Dzika Polska – cykl filmów dokumentalnych, scenariusz i reżyseria: Dorota Adamkiewicz, Joanna Łęska, Telewizja Polska 2007–2013[6]